# Beauvoir-en-Lyons
Beauvoir-en-Lyons – miejscowość i gmina we Francji, w regionie Normandia, w departamencie Sekwana Nadmorska.
Według danych na rok 1990 gminę zamieszkiwały 463 osoby, a gęstość zaludnienia wynosiła 14 osób/km² (wśród 1421 gmin Górnej Normandii Beauvoir-en-Lyons plasuje się na 480. miejscu pod względem liczby ludności, natomiast pod względem powierzchni na miejscu 9.).